# جام والیبال پاسارگاد ۱۳۵۶

تیم والیبال تاج تهران قهرمان جام سوم پاسارگاد.

جدول جام پاسارگاد سال ۱۳۵۶-۱۳۵۷ در اردیبهشت ماه و در پایان هفته ۱۵م. از مجله دنیای ورزش شماره ۳۹۳.

جام والیبال پاسارگاد ۱۳۵۶ سومین دوره جام پاسارگاد و بالاترین سطح لیگ والیبال در ایران بود که در بین سال های ۱۳۵۶ و ۱۳۵۷ برگزار شد. در پایان تاج تهران به قهرمانی این دوره از لیگ رسید.

## تیم‌ها
در این دوره از بازی‌ها ۱۰ تیم شرکت داشتند. تیم‌های تاج تهران، ایرانا تهران، لیفتراک‌سازی تبریز، دخانیات تهران، ذوب آهن اصفهان، راه‌آهن مشهد، مخابرات مازندران، دخانیات اصفهان، ساندیس رضاییه و تراکتورسازی تبریز در سومین دوره لیگ والیبال کشور شرکت کردند.

## جدول رده‌بندی
| رتبه | تیم               |
| ---- | ----------------- |
| ۱    | تاج تهران         |
| ۲    | ایرانا تهران      |
| ۳    | لیفتراک‌سازی تبریز |

## رده‌بندی نهایی
| رتبه | تیم               |
| ---- | ----------------- |
| 1    | تاج تهران         |
| 2    | ایرانا تهران      |
| 3    | لیفتراک‌سازی تبریز |

| قهرمان فصل ۱۳۵۶ لیگ برتر ایران |
| ------------------------------ |
| تاج تهران دومین قهرمانی        |

|  |  |

### ترکیب تیم قهرمان
ترکیب تاج برابر ذوب‌آهن
مصطفی ذوقی، مهدی صابرپور، حسن شمشیری، منوچهر اخشین، علی تازرونی، پرویز کاظمی، احمد پورکاشیان.
سرمربی: فاروق فخرالدینی